# Немски език
Нѐмският езѝк (на немски: deutsche Sprache или само Deutsch, звучащо като дойч) е западногермански език, близък до люксембургския, нидерландския и английския. С около 90-98 милиона души, говорещи го като роден език, немският е един от основните световни езици и най-разпространеният роден език в Европейския съюз. Немскоговорещите са наричани немци независимо от националността си.
Немският език се говори главно в Германия, Австрия, основната част от Швейцария, Лихтенщайн, Люксембург, Южен Тирол в Италия, източните кантони на Белгия и южната област на Дания, части от Румъния, в Елзас и североизточната част от Горна Лотарингия във Франция. Освен това в няколко бивши колониални владения на Германия, най-вече в Намибия, има значителни немскоговорещи общности. Немскоговорещи малцинства има и в някои източноевропейски страни, като Русия, Унгария и Словения, както и в Северна Америка и в някои латиноамерикански страни, като Аржентина и Бразилия (най-вече в щатите Рио Гранде до Сул, Санта Катарина, Парана и Ешпирито Санто).
Основната част от немската лексика произлиза от германския клон на индоевропейското езиково семейство. Значителен брой думи са заети от латинския и гръцкия език, известно количество — от френския и английския. Немският език използва латинската азбука, като към обичайните 26 букви се добавят три гласни с умлаут (Ä/ä, Ö/ö и Ü/ü), както и съгласната ß.

## История
За начало на историята на немския език се приема горногерманското изместване на съгласните, при което горногерманските езици се отделят от останалите западногермански езици. Този процес протича през VI век, в хода на Великото преселение на народите. Обособените при него горногермански говори стават основа на съвременния немски език, докато диалектите, неподложени на изместването на съгласните, в частност старосаксонският, запазват редица архаични черти, които споделят с нидерландския, фризийския и английския език.
Историята на немския език се разделя на няколко основни периода. Първият от тях е този на стария горногермански език и обхваща времето от VI век до средата на XI век. Най-старият известен текст на един от тези диалекти е речникът „Abrogans“ от VIII век, а първите по-значими текстове са от IX век. Въпреки фонологичните разлики с останалите западногермански езици, по отношение на граматиката старият горногермански остава много близък до тях.
В средата на XI век горногерманските диалекти претърпяват нова фонологична промяна — неударените гласни са редуцирани до „e“, което рязко опростява граматичните словоизменения. С това започва периодът на средния горногермански език. Той продължава да се състои от множество регионални диалекти, което донякъде се дължи и на политическата разпокъсаност на Свещената Римска империя. Малко по-широко разпространение като междурегионален език получава швабският диалект, свързан с влиятелния двор на Щауфените. През този период горногерманските говори се разпространяват на североизток, където стават основа на днешните източни среднонемски диалекти.
Начало на периода на ранния нов горногермански език е средата на XIV век, когато горногерманските говори до голяма степен приемат съвременната фонологична система, използвана от книжовния немски език. И през този период по-голямо значение имат диалектите, свързани с влиятелни владетелски дворове — този на Хабсбургите и двора на Саксония. Стъпка към формирането на общ горногермански езиков стандарт е и Реформацията, по време на която Мартин Лутер превежда Библията, използвайки диалекта на саксонската бюрокрация, относително архаичен в сравнение с говоримия език. От своя страна, католиците възприемат диалекта на хабсбургската администрация. Макар двете форми да са много близки, това става пречка за формирането на единна книжовна норма.
Последният исторически период, на новия горногермански език, започва в средата на XVII век. Самият език не претърпява значителни промени в сравнение с предходния период, но по това време той измества латинския като език на образованите, а отделните горногермански диалекти постепенно започват да губят значението си. Първият голям немски речник е този на Йохан Кристоф Аделунг от 1781 г.
Нормирането на правописа се извършва главно през XIX век, особено по времето на Втория райх, когато Германия е политически обединена. През 1901 г. специална правописна конференция утвърждава стандарт, обхващащ всички подробности на немската литературна норма.
През този период немският език започва да се налага в северните части на Германия, където местните диалекти значително се различават от него и първоначално хората трябва да го учат като чужд език. В рамките на Австрийската империя немският се разпространява и на изток, където се превръща в предпочитан език на градските жители. Така големи градове, като Прага, Будапеща, Братислава и Загреб, по това време са предимно немскоезични, докато в заобикалящите ги области се говорят други езици.
През 1996 г. правителствата на Германия, Австрия и Швейцария вземат решение за пръв път след 1901 г. да въведат някои промени в правописните правила — т.нар. немска правописна реформа. Решението предизвиква остри спорове. Някои германски провинции, като Северен Рейн-Вестфалия и Бавария, отказват да приложат промените. Въпреки това от 2006 г. реформата е в сила в образователната система.

## Географско разпространение
| Страна     | Брой говорещи |
| ---------- | ------------- |
| Германия   | 75 300 000    |
| Австрия    | 7 500 000     |
| Швейцария  | 4 640 000     |
| Франция    | 1 500 000     |
| Казахстан  | 958 000       |
| Полша      | 500 000       |
| Италия     | 225 000       |
| Парагвай   | 166 000       |
| Белгия     | 150 000       |
| Румъния    | 45 100        |
| Чехия      | 39 100        |
| Унгария    | 33 800        |
| Дания      | 25 900        |
| Люксембург | 10 900        |

Немският език преобладава в няколко европейски държави: Германия, Австрия, Швейцария, Люксембург и Лихтенщайн. Други над 2 милиона немскоезични живеят в съседните на тези страни държави:  Франция (в регионите Елзас и Лорен), Полша (главно в Силезия), Италия (Южен Тирол), Белгия (Източни кантони), Чехия, Унгария, Дания и Словакия.
Традиционни немскоезични общности има и в по-отдалечени части на Източна Европа, но от средата на XX век голяма част от тях се преселва в Германия, като днес по-значителни групи са останали в Казахстан (принудително изселени от Украйна и Русия по време на Втората световна война) и в Румъния.
Между 1843 г. и 1910 г. над 5 милиона немци емигрират в Америка — Съединените щати (днес 49 милиона души се определят като американци с немски произход), Аржентина, Бразилия, Венецуела, Парагвай, Чили. Там те често формират значителни по размер компактни общности, които дълго време запазват своята културна идентичност. По-голямата част от тези групи постепенно възприемат преобладаващия местен език (английски, испански, португалски). Днес немският е запазен като роден език в отделни общности, най-големите от които са в Парагвай, южните части на Бразилия, американските щати Северна и Южна Дакота, канадските провинции Онтарио и Британска Колумбия. Немскоезични общности са запазени и в някои от някогашните германски владения: Намибия, Папуа – Нова Гвинея и Микронезия.

## Официален статут
Немският е единственият официален език на Германия, Австрия и Лихтенщайн. В Швейцария немският е официален език, наред с френския, италианския и ретороманския език и е най-разпространеният език в страната. Той е официален език също в Белгия (заедно с нидерландския и френския език) и в Люксембург (заедно с френския и люксембургския език), но в тези страни разпространението му е ограничено.

### Страни
Немският език има статут на официален език в 6 държави и едно политическо обединение на държави:
- Германия;
- Австрия;
- Белгия;
- Лихтенщайн;
- Люксембург;
- Швейцария;
- Европейски съюз.

Немският език има статут на малцинствен/регионален език в 11 държави:
- Бразилия;
- Италия;
- Румъния;
- Русия;
- Казахстан;
- Киргизстан;
- Словакия;
- Чехия;
- Унгария;
- Република Южна Африка;
- Украйна.

На местно ниво немският е официален език на областта Южен Тирол в Италия, Южен Ютланд в Дания, части от Ополското войводство в Полша, както и на градовете Шопрон в Унгария, Крахуле в Словакия и няколко града в Румъния. Наред с италианския, немският е и един от официалните езици на Швейцарската гвардия във Ватикана. Немският е и един от 23-те официални езика на Европейския съюз.

## Разновидности

### Книжовен немски език
Книжовният немски се формира като писмен език, без да представлява традиционен местен диалект на една конкретна област. Същевременно в Северна Германия и в повечето големи градове местните диалекти са изместени практически напълно от книжовния език.
В повечето области говорещите немски в зависимост от ситуацията използват смесени в различно съотношение книжовен немски език и съответния местен диалект. В немскоезичните части на Швейцария такова смесване е рядко, като между диалектните форми и книжовния език съществува рязко разграничение.
Макар че книжовният немски език следва общ стандарт за граматиката, в него съществуват няколко регионални разновидности, отличаващи се донякъде по отношение на лексиката и произношението. Тези разновидности не бива да се бъркат с традиционните диалекти, макар че в известна степен са повлияни от тях. Наличието на тези разновидности в Германия, Австрия (австрийски книжовен немски език) и Швейцария (швейцарски книжовен немски език) дава основание на някои автори да определят немския като плурицентричен език, макар че различията между тях са по-малки, отколкото в други плурицентрични езици, като българския или персийския.

### Диалекти
Книжовният немски език не е базиран на конкретен традиционен диалект, но отделните диалекти се отличават от него в различна степен. Различията между тях са значителни, като някои диалекти не са взаимноразбираеми с други и дори с книжовния език. В някои езикови класификации тези диалекти се разглеждат като самостоятелни езици, образуващи групата на немските езици.
Немските диалекти се разделят на две големи групи: среднонемски и горнонемски. Най-близки до книжовния немски са източните среднонемски диалекти: тюрингският, долносилезийският, горносаксонският и берлинският. Западните среднонемски диалекти включват мозелфранконския, рейнфранконския, рипуарския франконски и хесенския диалект. Освен в Германия тези диалекти се говорят и в съседните части на Белгия и Люксембург, където мозелфранконските диалекти са стандартизирани в люксембургски език — един от официалните езици на Люксембург.
Източнофранконските и южнофранконските диалекти, говорени главно в северната част на Бавария, заемат междинно положение между среднонемските и горнонемските диалекти. Същинските горнонемски диалекти се разделят на две подгрупи: австро-баварски (на изток в Бавария, Австрия и Южен Тирол) и алемански (на запад в Баден-Вюртемберг, Швейцария и Франция). Алеманските диалекти, говорени в Швейцария, са известни като швейцарски немски език. В сравнение с останалите местни диалекти те са особено жизнени и се използват широко успоредно с книжовния немски, включително в училищата, по телевизията и в печата. Горногермански диалекти се говорят и в Източна Европа сред немскоезичното население в Полша и Румъния. Въз основа на горногермански диалекти е формиран и езикът идиш на ашкеназите.

### Немски език и долногермански говори
За разлика от немските диалекти, традиционните диалекти в северната част на Германия са част от долногерманската група, което ги прави по-близки до книжовния нидерландски език, отколкото до книжовния немски. Тяхна основа е средният долногермански език, лингва франка на средновековната Ханза. Доминиращ език в Северна Германия, той постепенно губи значението си с упадъка на Ханзата и разпространението на Реформацията. С политическото обединение на Германия местните диалекти, които силно се отличават от книжовния език, до голяма степен са унищожени. Говорените днес разновидности са силно повлияни от книжовния немски.
Традиционните долногермански диалекти се разделят на две групи. Долнорейнският диалект е част от долнофранконската група, част от която е книжовният нидерландски. Повечето долногермански диалекти на територията на Германия са част от долносаксонската група – шлезвигски, холщайнски, северен долносаксонски, източнофризийски, вестфалски, остфалски, северномеркски, южномеркски, мекленбругско-преднопомерански.

## Граматика

### Имена
Имената в немския език се изменят по:
- падеж – именителен (Nominativ), родителен (Genitiv), дателен (Dativ) и винителен (Akkusativ)
- род – мъжки, женски и среден (Окончанията на думите понякога съответстват на рода – например имената, завършващи на -ung, -schaft, -keit и -heit са в женски род, тези, завършващи на -chen или -lein (умалителни форми), са в среден род, а завършващите на -ismus са в мъжки род. Родът в някои случаи е спорен, като понякога зависи от регионални особености. Освен това има и окончания с неопределен род, като -er – Feier (женски род), Arbeiter (мъжки род) и Gewitter (среден род).)
- число – единствено и множествено

Макар че понякога немският се сочи като пример за силно флективен език, неговата флективност е значително по-малка, отколкото на старовисоконемски или други древни индоевропейски езици, като латинския, старогръцкия или санскрит, както и на съвременни езици като исландския или руския.
В множествено число четирите рода са слети, като в граматическо отношение множественото число има поведение на четвърти род. С четири падежа, три рода и множествено число броят на възможните съчетания е 16, но в съвременния немски се използват само 6 форми на определителния член. Изменения по падеж на съществителните се изисква в единствено число за имената от силен мъжки и среден род в родителен падеж и понякога в дателен падеж, като и двата падежа постепенно се изместват от разговорния език. В много ситуации окончанията за дателен падеж се приемат за старомодни и не се използват, макар че продължават да се прилагат в официалната реч или в писмени текстове. Съществителните от слаб мъжки род имат еднакво окончание в родителен, дателен и винителен падеж в единствено число, а съществителните в женски род изобщо не се изменят в единствено число. В множествено число има изменение за дателен падеж. Общият брой на склонителните окончания без тези за множествено число е 7: -s, -es, -n, -ns, -en, -ens, -e.
В немския правопис съществителните и повечето думи със синтактична функция на съществителни се изписват с главна буква, което би трябвало да улесни четящия. Това правило днес се използва само в немския и в сродния люксембургски, както и в някои диалекти на севернофризийския, но в миналото е било разпространено и в други германски езици, като датския и английския.
Както при повечето германски езици, в немския се образуват съставни съществителни, в които първата част изменя категорията на втората, например Hundehütte („кучешка колиба“; от Hund и Hütte). За разлика от английския, при който новите имена се изписват разделно, немският и повечето останали германски езици използват слято изписване.

### Глаголи
Глаголите в немския език се изменят по:
- спрежение – слаби, силни или смесени. Слаби глаголи са тези, които се подчиняват на правилата за образуване на глаголните форми. Силни са тези, които не следват общите правила за образуване на глаголните форми, а имат собствени. Те се наричат още неправилни.
- лице – първо, второ и трето
- число – единствено и множествено
- наклонение – неопределително (Infinitiv), изявително (Indikativ), повелително (Imperativ) и подчинително (Konjunktiv)
- залог – деятелен (Aktiv) и страдателен (Passiv), като страдателният се разделя на статичен (Zustandspassiv) и динамичен (Vorgangspassiv)
- две прости (сегашно и просто минало) и четири сложни (минало неопределено, минало предварително, бъдеще и бъдеще предварително) глаголни времена

Значението на основните глаголи може да бъде разширено, а понякога и коренно променено, чрез добавянето на представки, някои от които имат собствено значение. Така представката zer- означава разрушаване на нещо, например в zerreißen („разкъсвам“), zerbrechen („разтрошавам“), zerschneiden („разрязвам“). Други представки нямат конкретно самостоятелно значение. Например представката ver- се среща в разнообразни ситуации – versuchen („опитвам“), vernehmen („разпитвам“), verteilen („разпределям“), verstehen („разбирам“).
Миналото просто време при слабите глаголи се образува, като от инфинитива се премахне окончанието en и се прибави te. Например ersetz + en → ersetz + te. Пример за силен, сиреч неправилен, глагол е essen. Формата му за минало просто време е aß, която очевидно не следва посоченото горе правило за образуване на формите.

### Словоред
Словоредът е относително свободен, като най-често се използват две форми – за главното и подчиненото изречение. В обичайните съобщителни изречения измененият глагол винаги е на второ място, във въпросителни, възклицателни и пожелателни изречения – на първо място. В подчинените изречения глаголът трябва да се поставя в края, но в разговорния език това правило често се пренебрегва.

## Речник
Изследване, базирано на анализа на 35 милиона изречения и 500 милиона думи от лексикографски корпус в Лайпциг, установява, че съвременният немски съдържа 9 милиона самостоятелни думи и словосъчетания.
Произходът на основната част от речника на съвременния немски език се корени в германския клон на индоевропейското езиково семейство, макар че има значителен брой думи с латински и старогръцки произход, както и по-малко с френски и английски произход. Като цяло романските заемки в немския са по-малко, отколкото в други германски езици, като английския или нидерландския.

### Немски и български думи с общ индоевропейски корен
- Съкращения: СВН – старовисоконемски; ПГ – протогермански; СТБ – старобългарски; ПС – протославянски; ПБС – протобалтославянски; ПИЕ – протоиндоевропейски.

1. Schwester (от старовисоконемската swester < протогерманската *swestēr < протоиндоевропейската swésōr) и сестра (старобългарската сєстра< протославянската *sestra < протобалтославянската *s(w)esō < протоиндоевропейската swésōr).
2. Bruder (СВН bruoder < ПГ *brōþēr < ПИЕ *bʰréh₂tēr) и брат (СТБ братръ, братъ< ПС *bratrъ, *bratъ < ПИЕ *bʰréh₂tēr).
3. Sohn и син.
4. Auge (СВН ouga < ПГ *augô < ПИЕ *h₃ekʷ-) и око (СТБ око< ПС *oko < ПБС *ak- < ПИЕ *h₃ekʷ-).
5. Nase (СВН nasa < ПГ *nasō < ПИЕ *néh₂s-) и нос (СТБ носъ< ПС *nosъ < ПИЕ *néh₂s-).
6. Wolf (СВН wolf < ПГ *wulfaz < ПИЕ *wĺ̥kʷos) и вълк (СТБ влькъ < ПС *vьlkъ  < ПИЕ *wĺ̥kʷos).
7. Kaufen (срв. с готската kaup) и купувам.
8. Sitzen (СВН  sizzen, *sitten < ПГ *sitjaną < ПИЕ *sed-) и седя (СТБ сѣдѣти< ПС *sěděti, *sesti < ПБС *sēdētei < ПИЕ *sed-).

Други такива са: Gans и гъска, Garten и град, градина, Milch и мляко, Wasser и вода, glatt и гладък, Maus и мишка, Nest и гнездо, arbeiten и работя, mahlen и меля, satt и сит, liegen и лежа, lügen и лъжа.

### Думи, възприети в българския от немския
1. Щифт, от Stift.
2. Аншлус, от Anschluss.
3. Културтрегер, от Kulturträger.
4. Шалтер, от Schalter.
5. Щаб, от рус. штаб, от нем. Stab.
6. Зала, от нем. Saal.
7. Шрайбпроектор, от нем. Schreibprojektor.
8. Термин, от нем. Termin.
9. Наваксвам, от българската наставка на и немския глагол wachsen – „раста, напредвам“.
10. Курорт
11. Шрифт
12. Шайба
13. Бормашина, от Bohrmaschine.
14. Щепсел, от Stöpsel.
15. Шлиц
16. Лагер
17. Винкел
18. Курбел
19. Шегел
20. Шенкел
21. Шибър
22. Щафета
23. Щендер
24. Щайга
25. Виц
26. Цех
27. Ширм
28. Циферблат
29. Цип
30. Шнола
31. Шприц
32. Райбер
33. Полтъргайст

## Азбука
В немската азбука се използват 26 латински букви, като има 3 гласни умлаути ä, ö, ü и печатна лигатура ß (Eszett Есцет), които не влизат в азбуката (т.е. те не са стандартизирани, но са включени в Уникода).
| буква | название | буква | название | буква | название | буква | название | буква | название |
| ----- | -------- | ----- | -------- | ----- | -------- | ----- | -------- | ----- | -------- |
| A a   | a        | F f   | еф       | L l   | ел       | Q q   | ку       | Ü ü   | у-умлаут |
| Ä ä   | а-умлаут | G g   | ге       | M m   | ем       | R r   | ер       | V v   | фау      |
| B b   | бе       | H h   | ха       | N n   | ен       | S s   | ес       | W w   | ве       |
| C c   | це       | I i   | и        | O o   | o        | ß     | есцет    | X x   | икс      |
| D d   | де       | J j   | йод      | (Ö ö) | о-умлаут | T t   | те       | Y y   | ипсилон  |
| E e   | е        | K k   | ка       | P p   | пе       | U u   | у        | Z z   | цет      |

До началото на XX век официално се е използвал готическият шрифт (в частност е съществувала разлика с готическия ръкописен шрифт).